# Borbacha carneata
Borbacha carneata är en fjärilsart som beskrevs av W. Warren 1906. Borbacha carneata ingår i släktet Borbacha och familjen mätare. Inga underarter finns listade i Catalogue of Life.